# مقاطعة بوربون (كنتاكي)
مقاطعة بوربون (بالإنجليزية: Bourbon County)‏ هي إحدى المقاطعات في ولاية كنتاكي في الولايات المتحدة الأمريكية.

## أعلام
- ديفيد ديك
- جيمس بروكس
- جيمس ماديسون هيوز
- جيمس ويليام بريان
- توماس كوروين
- آرثر بي. هانكوك جونيور